# エドマンド・ラドロー

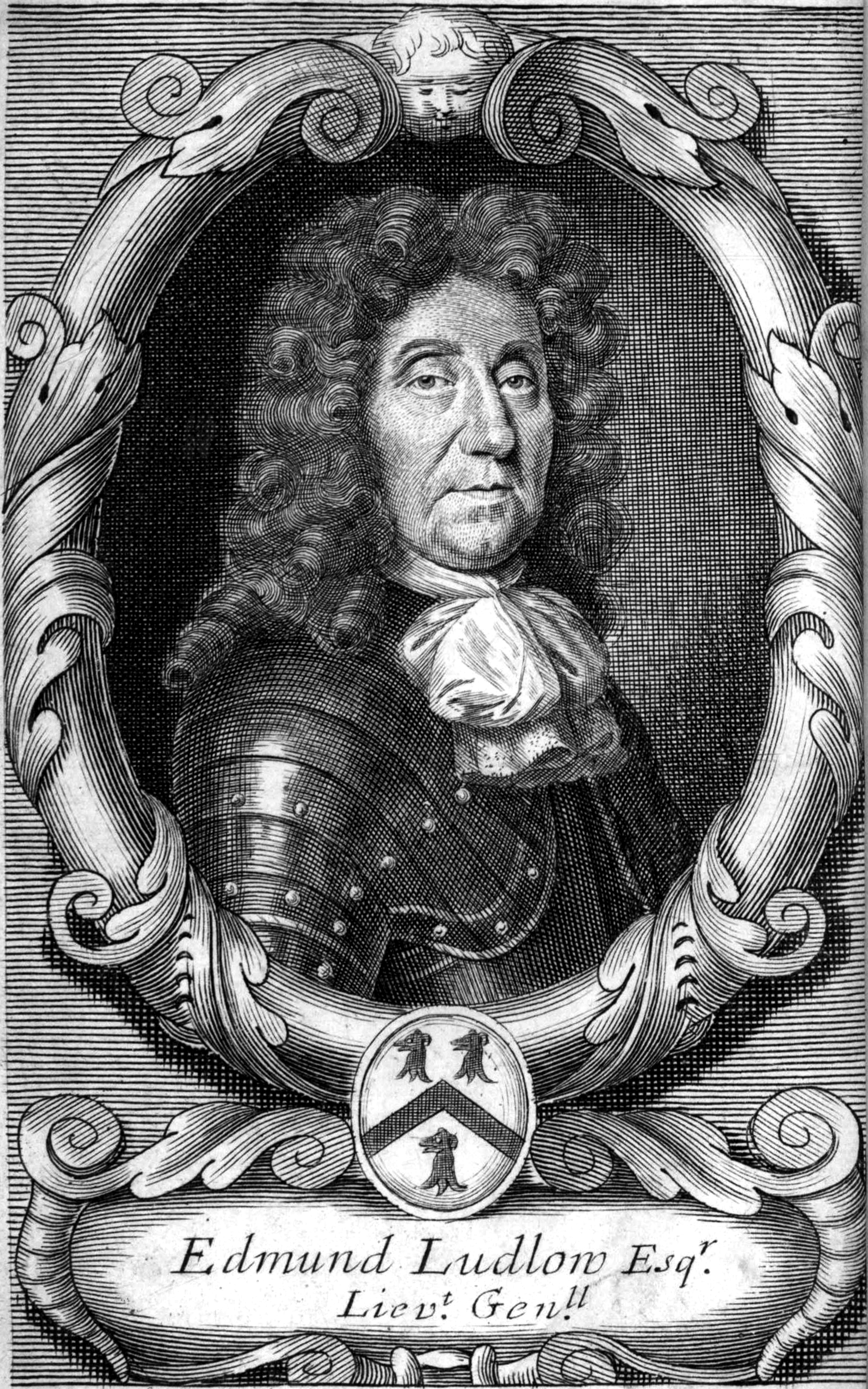
エドマンド・ラドロー

エドマンド・ラドロー（Edmund Ludlow, 1617年頃 - 1692年）は、清教徒革命（イングランド内戦）期のイングランドの軍人・政治家。軍人として出世し政治にも足を踏み入れたが、共和主義者でしばしば政府に反対したり急進的な主張を掲げた。

## 生涯
ウィルトシャーでジェントリの子に生まれ、1642年に第一次イングランド内戦が始まると法学院の学生だったが議会派の総司令官エセックス伯ロバート・デヴァルーの軍に入り、ウィリアム・ウォラーやトーマス・フェアファクスの下で戦った。一方で政治に興味を示し、長期議会で国王チャールズ1世と議会が争った論争を「王権神授説対民主主義」と捉え、共和制国家実現に向け急進派として政治活動を始めた。
1646年から長期議会の下院議員に選出してからは活発に論争を吹っ掛け、ニューモデル軍副司令官オリバー・クロムウェルにイングランドの政治体制に何を望むかを問いかけ激論になった。また1648年に議会穏健派の長老派とチャールズ1世が進める交渉に反対し、軍のロンドン進撃をフェアファクスに進言して軍と結託した。1649年のチャールズ1世の裁判で判事を務めて王殺し（レジサイド）の1人になり、イングランド共和国成立後は国務会議委員にも選ばれた。
しかし独立派のクロムウェルとは思想が合わずしばしば対立、同年4月から5月にかけて共和派の一派・平等派に影響された軍の反乱を鎮圧した際、少数の首謀者処刑と多数の反乱参加者に対するクロムウェルの寛大な処置を非難した。クロムウェルもラドローら共和派を危険視していたため、1650年に平等派の指導者ジョン・リルバーンと協力を取り付けたクロムウェルによりアイルランド騎兵部隊指揮官としてイングランドから遠ざけられた。アイルランドに赴任してからはクロムウェルのアイルランド侵略を引き継いでいたアイルランド総督ヘンリー・アイアトンを助け1651年に騎兵軍副司令官兼副総督に就任、同年にアイアトンが死去するとチャールズ・フリートウッドと共にアイルランド平定に尽力した。
一方でイングランドの政治関与を続け、収監された王党派への特赦をクロムウェルがランプ議会に提案するとまたもや反発、1652年に成立した特赦令は共和派の反抗で骨抜きにされた。1653年4月のランプ議会解散後は排除され、12月から護国卿となったクロムウェルの政治を認めず憤慨、一時逮捕されエセックスへ引退した。しかし1658年のクロムウェルの死後、後を継いだ息子リチャード・クロムウェルが政権を担当した1659年に政界と軍に復帰、再招集されたランプ議会の議員と国務会議委員、アイルランド総督に選ばれながら政権打倒を図った。だが、護国卿時代が終わり王政復古の気運が高まると反対、1660年の仮議会で引き続き議員に選出されたが、王殺しの1人だったため身の危険を感じスイスに亡命した。29年後の1689年、名誉革命に際し一時帰国したが再度亡命、1692年にスイスのヴヴェイで亡くなった。
亡命中に綴った回想録は死後の1698年に出版され、清教徒革命の重要な史料となっている。ただしイデオロギー上対立していたクロムウェルの評価は厳しく、「偽善者」「エデンの国の蛇」と非難、戦争を伴った外交も非難している。これに対しクラレンドン伯爵エドワード・ハイドなど王党派はクロムウェルを非難しつつも彼の政治家としての力量と人格を高評価しており、他の反対派も彼の長所と短所を挙げて評価しているため、注意が必要である。